# Шишман Ганна Федорівна
Ганна Федорівна Чукліна (Шишман) (нар. 1984, Маріуполь) — українська державна діячка, голова Державного агентства рибного господарства України з 5 листопада 2020 року.

## Діяльність
З 2014 по 2016 роки була заступницею голови Громадської ради при Мінрегіоні.
З 2016 року національна експертка Продовольчої та сільськогосподарської організації ООН з юридичних питань рибальства та аквакультури.
З 2018 по 2020 роки очолювала Громадську раду при Держрибагентстві (з 2017 року була заступницею Голови громадської ради, з 2015 року була членом Громадської ради).
Є головою Громадської спілки «Перша рибна біржа».
Виконавча директорка Всеукраїнського об'єднання організацій роботодавців рибного господарства

### Сімейний стан
Одружена. Має двох доньок.